# Salle de dégustation

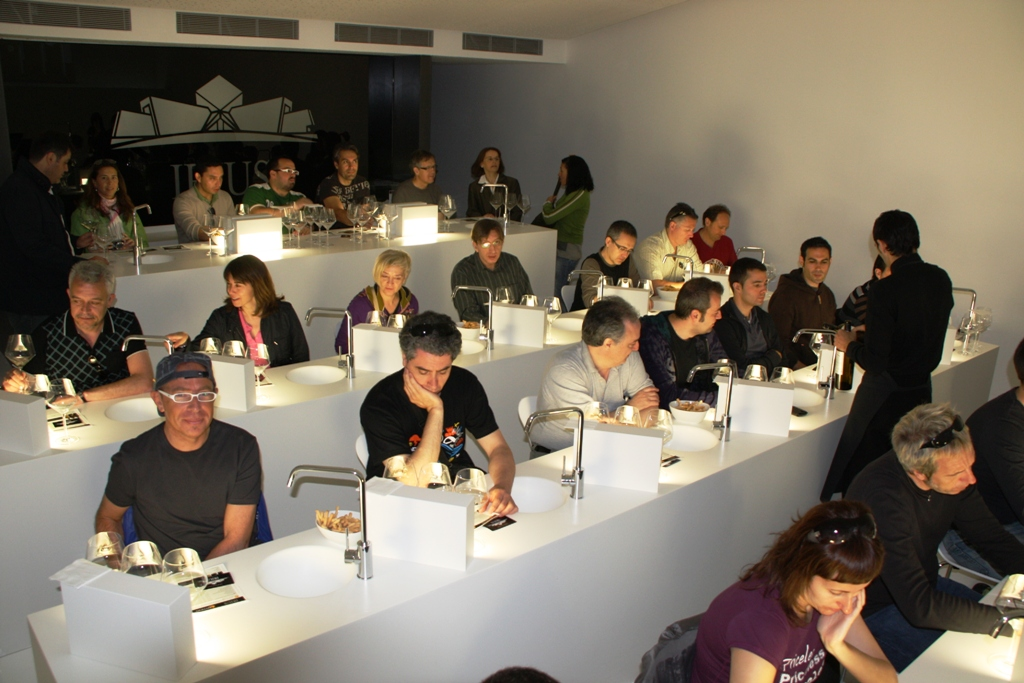
Salle de dégustation

Une salle de dégustation permet de réaliser dans des conditions idéales la dégustation du vin.

## Équipements

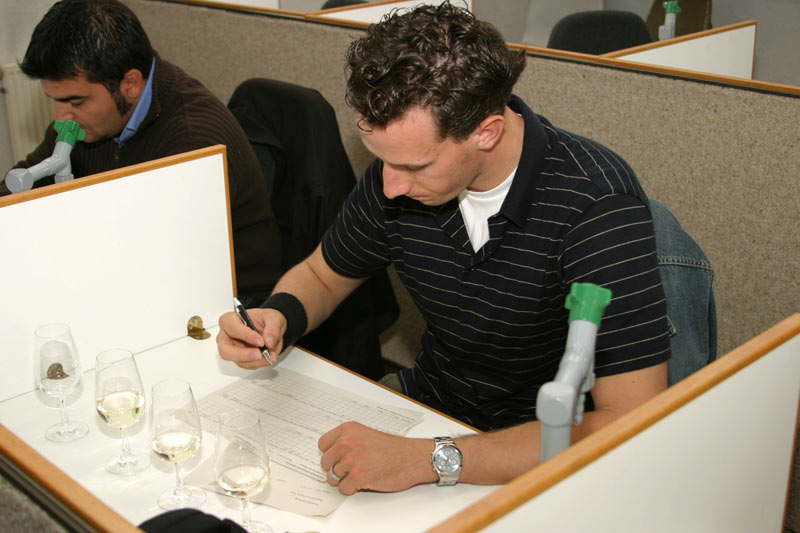
Poste de dégustation individuel

La salle est composée de plusieurs postes de dégustation individuels. 
Ils sont équipés de crachoirs et de robinets permettant de rejeter le vin après sa mise en bouche.
Ils peuvent également disposer d'une sources lumineuse, sous une plaque en verre poli ou en plexiglas translucide afin d'avoir un éclairage constant et uniforme, sans perturbation. La lumière peut également provenir d'une simple lampe, mais risque de faire des ombres, d'éblouir le dégustateur, et de ne pas être uniforme.

## Conditions

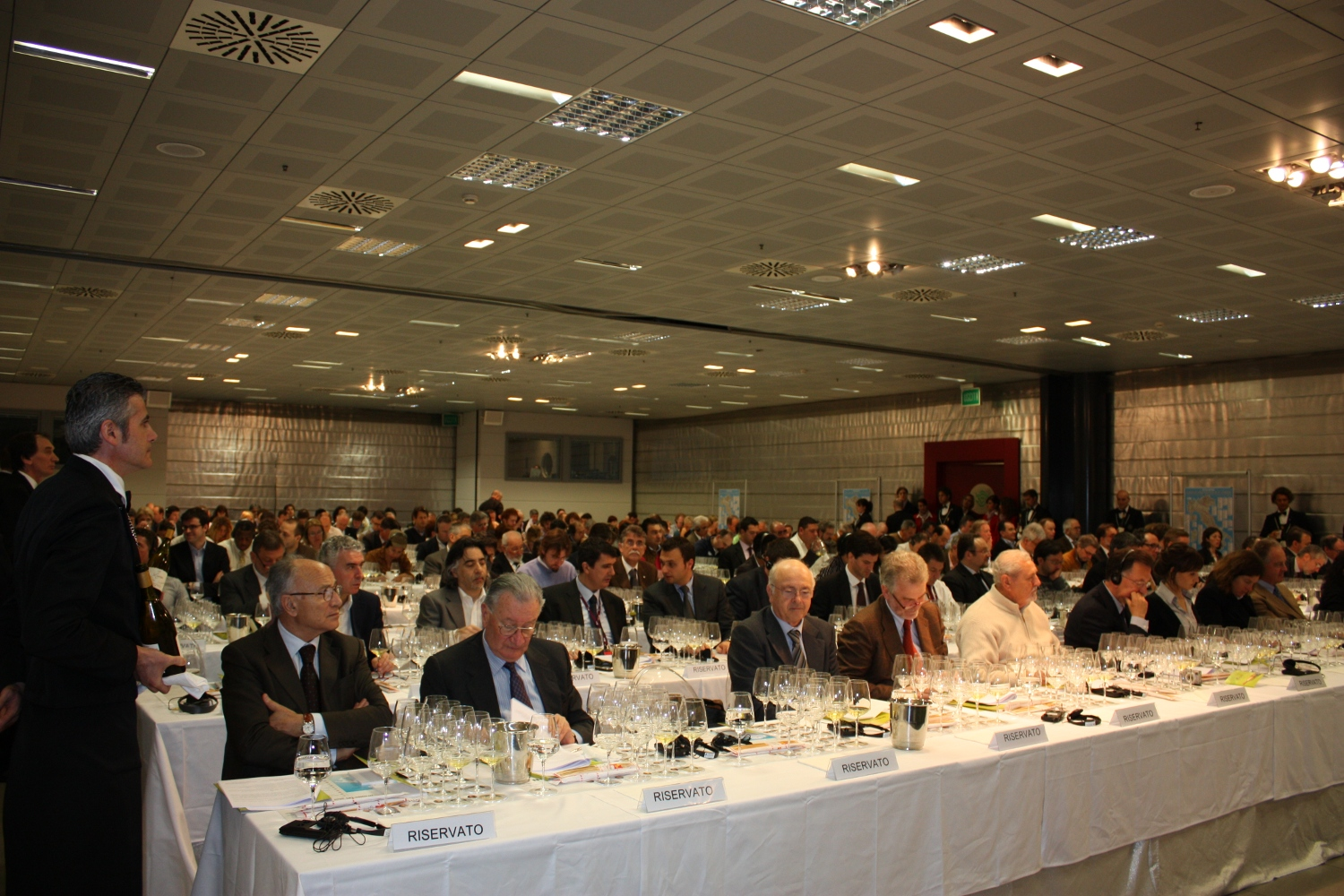
Dégustateurs lors d'un concours de vins

La salle doit être silencieuse, lumineuse, de couleur neutre (blanche), sans odeur. Ces conditions sont essentielles pour ne pas influer sur les autres sens du dégustateur ou perturber la vue, l'odorat et le goût, auquel cas la dégustation serait faussée. En effet le cerveau et le jugement sont facilement influençables, et la dégustation étant très dépendante de la personne, il est nécessaire de limiter les biais pour qu’elle soit au maximum reproductible,. 
Lors des concours, de grandes salles ou bâtiments sont utilisés, on essaye alors de reproduire ces conditions en créant des îlots de dégustateurs, les moins nombreux possible, avec des nappes blanches, etc.